# Деби Калихан
Деби Калихан е професионална покер играчка от САЩ.
Печелила е гривна от Световните покер серии през 1980 г. Тя участва в $400 Ladies - Limit 7 Card Stud и го печели.

## Успехи
1980 --- $400 Ladies – Limit 7 Card Stud --- $14 880